# Departamento de Puerto Varas
El departamento de Puerto Varas fue una división político-administrativa de Chile que existió entre 1937 y 1976. Dependía de la provincia de Llanquihue y su cabecera fue la ciudad homónima. 

## Historia
El departamento fue creado mediante la Ley 5961 del 15 de diciembre de 1936 y entró en vigencia el 1 de enero de 1937. Su territorio lo integraron las comunas-subdelegaciones de Puerto Varas, Fresia y Frutillar. Originalmente dependía de la provincia de Chiloé, pero a los pocos meses pasó a integrar la restablecida provincia de Llanquihue. que había sido suprimida en 1928.
En términos generales, los límites del departamento eran: 
- Al norte, el departamento de Osorno, de la provincia de Valdivia. El límite estaba marcado, entre otros hitos, por los ríos o secciones de ríos como el Cholguaco, Hueyusca, Maule, Maipué, López y Trailén, más otros hitos como el lago Llanquihue, la línea de cumbres entre los volcanes Osorno y Puntiagudo, y el límite sur de la hoya del lago Rupanco.
- Al este, la frontera argentina, entre las líneas de cumbres que limitan por el sur la hoya del lago Rupanco y por el sur la hoya del lago Todos los Santos.
- Al sur, el límite con la comunas de Puerto Montt y Maullín, el que incluía ríos o secciones de ríos como el Petrohué, Hueñu-Hueñu, Negro, Maullín y Llico.
- Al oeste, el océano Pacífico, entre las desembocaduras de los ríos Llico y Cholguaco.

A contar de la creación de la provincia de Osorno en 1940, el departamento de Puerto Varas también limitó al norte con el departamento de Río Negro.
Posteriormente, en 1968 el departamento sumó la comuna de Llanquihue, creada mediante la Ley 16854, a partir del territorio norte de la comuna de Puerto Varas.
El departamento —como el resto de los departamentos de Chile— finalmente fue suprimido en la década de 1970 debido a la división político administrativa que impulsó la dictadura militar, con la entrada en vigencia de la X Región y la nueva provincia de Llanquihue en 1976.